# Michael Monico
Michael D. Monico (* 16. Dezember 1947 in Chicago) ist ein US-amerikanischer Rechtsanwalt (Strafverteidiger).

## Leben und Karriere
Monico studierte Jura an der Georgetown University mit dem Bachelor-Abschluss 1969 und an der Northwestern University mit der Promotion (Juris Doctor, J.D.) 1973. Im selben Jahr wurde er in Illinois als Rechtsanwalt zugelassen und war 1973 bis 1977 Staatsanwalt (Assistant Attorney) im Northern District of Illinois. Danach war er Strafverteidiger. Er hat eine Kanzlei in Chicago mit Barry Spevack. Seit 1981 ist er auch am Supreme Court als Anwalt zugelassen.
Schwerpunkt seiner Tätigkeit und seiner Kanzlei sind Strafrecht bei Weiße-Kragen-Kriminalität (Korruption im In- und Ausland, Umweltdelikte, Antitrust, Betrug bei Regierungsverträgen, Betrug im Gesundheitswesen, Geldwäsche, Post- und Versicherungsbetrug u. a.). Er gilt in den USA als einer der führenden Strafverteidiger auf diesem Gebiet.
Er war Präsident des American Board of Criminal Defense Lawyers und ist Fellow des American College of Trial Lawyers und der International Academy of Trial Lawyers. Monico war 2010 Präsident der Rechtsanwaltskammer im Seventh Circuit (Indiana, Wyoming, Illinois) der Einteilung der US-Berufungsgerichte. Von ihm und Spevack stammt ein Handbuch über Praxis des Strafrechts im Seventh Circuit, das bis 2015 in 13 Auflagen erschien. 2008 erhielt er einen Lifetime Achievement Award der Illinois Association of Criminal Defense Lawyers und 2012 den Joel Flaum Award des Chicago Inn of Court, dessen  Präsident er 1993 war (1987 wurde er dort Master of the Bench).
Zu seinen frühen Erfolgen gehört ein Freispruch im Prozess zu Operation Greylord, einer großangelegten FBI Untersuchung um Korruption im Justizsystem in Chicago in den 1980er Jahren. Nur zwei der vielen angeklagten Juristen wurden freigesprochen. Seine Kanzlei ist landesweit in den USA aktiv und auch international. Ein weiterer seiner Fälle ist der BP Manager Jonathan Sprague (damals bei BP verantwortlich für den Golf von Mexiko) im Fall der Ölverseuchung durch Deepwater Horizon.
Monico  (und sein Partner Barry Spevack) wurden Anfang 2019 Strafverteidiger von Michael Cohen, dem ehemaligen persönlichen Anwalt von Donald Trump. Bei der Anhörung von Cohen vor einem Kongressausschuss im Februar 2019 war er einer der anwesenden Anwälte neben Lanny Davis, einem ehemaligen Rechtsberater von Präsident Bill Clinton und Anhänger der Demokratischen Partei, der für aggressive öffentlichkeitswirksame Verteidigung bekannt ist. Ebenfalls 2019 wurde Monico Anwalt von Jussie Smollett, dem vorgeworfen wurde rassistische Angriffe gegen sich selbst inszeniert zu haben.
1975 bis 1979 war er auch als Reservist Captain im JAG Corps (Judge Advocate General’s Corps).